# La Rovira (la Cellera de Ter)
La Rovira és una masia de la Cellera de Ter (Selva) inclosa a l'Inventari del Patrimoni Arquitectònic de Catalunya.

## Descripció
Masia que consta de dues plantes i golfes, coberta amb una teulada a dues aigües de vessants a laterals i amb un ràfec a base de taulers i cairats de fusta en una de les dues aigües.
La planta baixa destaca el gran portal adovellat d'accés d'arc de mig punt amb unes dovelles de gran mida i ben escairades. En la clau central de la volta es llegeix una inscripció bastant deteriorada que diu: “IHS MARIA / (...) / 1569”
La part esquerre de la casa i les golfes han estat reformades modernament. Tanmateix unes obres d'ampliació que han resultat bastant traumàtiques i que han deixat un rastre i unes seqüeles evidents com així ho acredita el seccionament o mutilació de la part esquerre de les dovelles a causa de la construcció d'una espècie de contrafort com a mesura de reforç i recolzament en la sustentació de la masia, quedant per tant el portal parcialment fragmentat.
Pel que fa al primer pis, remarcar les dues obertures de similar tipologia, és a dir, dues finestres rectangulars amb llinda monolítica conformant un arc pla, muntants de pedra ben escairats i ampit treballat. En segles llindes es poden llegir dues dates diferents: així en la finestra de la dreta trobem la data de 1565 i al centre un motiu triangular de caràcter floral coronat per una creu i a l'esquerra la data de 1587 i amb el mateix motiu floral al centre.
En la façana oest remarcar la presència d'una finestra, la qual si nó és tant interessant per la seva tipologia - rectangular, amb llinda i muntants de pedra- sí que ho és per la inscripció que llegim en la llinda: “MAGDALENA. SABNCA 1647”.
Al voltant, en part exemptes i en part adossades, s'observa la presència de diverses dependències dedicades al treball del camp.

## Història
Les masies de la Cellera de Ter es poden classificar en tres grups. Per les seves característiques intrínseques la masia de la Rovira (Ruira) l'enquadraríem dins d'un segon grup, el més nombrós. Aquest segon grup correspon als masos que presenten unes reformes i ampliacions que van des de la darreria del 1500 a les acaballes del 1600. És l'època de les grans portalades dovellades, dels finestrals gòtics lobulats i de les finestres senzilles i renaixentistes sense decoració.
Altres masies d'aquest segon grup són: can Pixarrelles, can Vinyoles, can Carreras, la Ruira i can Ribes. Becdejú, Rauriques i can Puig són tres exemples de masies amb alguna mena de fortificació.